# Expositurkirche Spiss

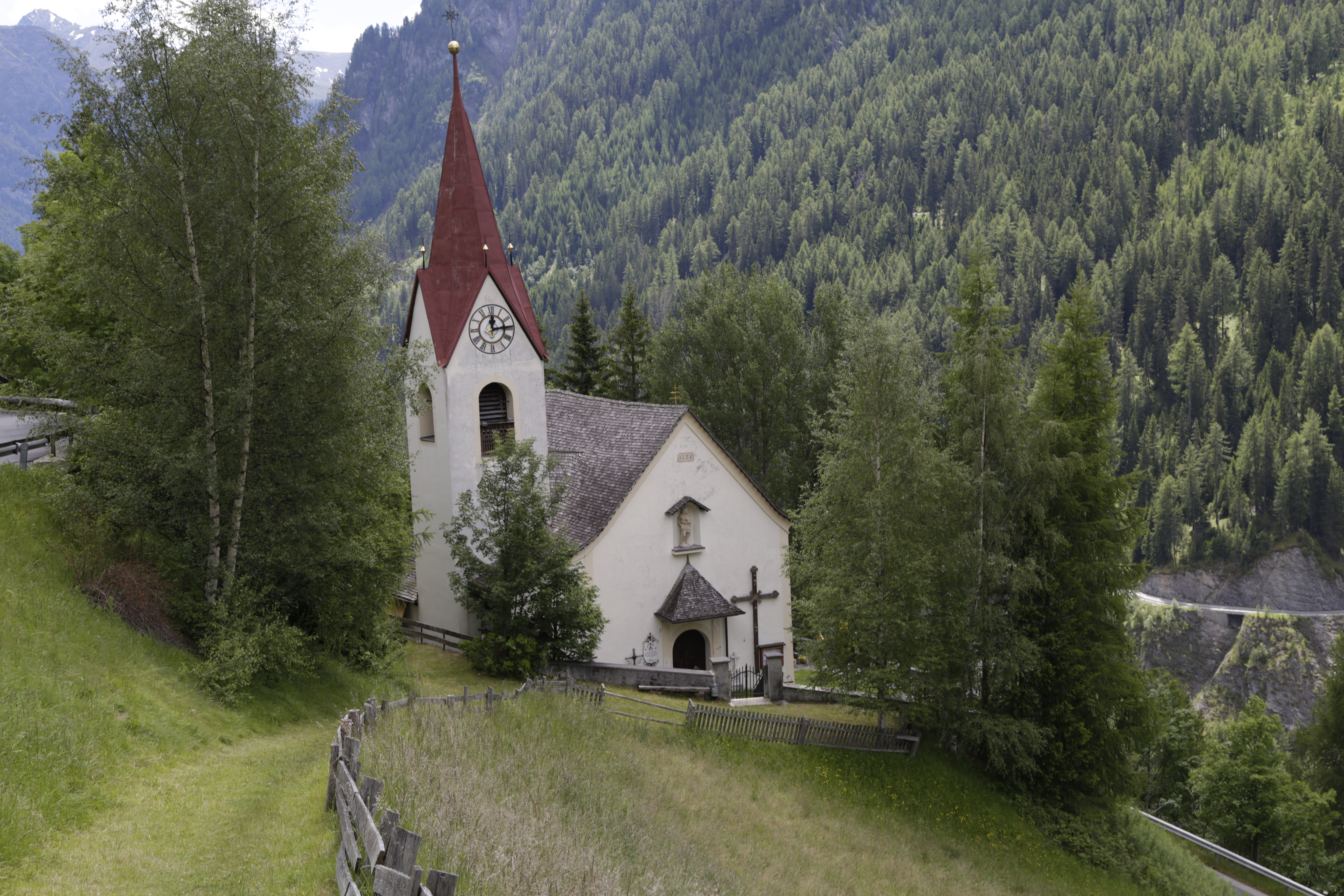
Expositurkirche in Spiss

Die römisch-katholische Expositurkirche Spiss steht in der österreichischen Gemeinde Spiss in Tirol. Die unter dem Patrozinium des heiligen Johannes der Täufer stehende Kirche gehört zum Dekanat Prutz in der Diözese Innsbruck. Die Kirche steht unter Denkmalschutz (Listeneintrag).

## Geschichte
Urkundlich wurde 1607 eine Kapelle erbaut. Von 1777 bis 1778 wurde die Expositurkirche erbaut. Nach einem Brand wurde die Apsis im Jahre 1838 erneuert.

## Architektur
Die schlichte barocke Kirche mit einem dreijochigen Langhaus und einem einjochigen eingezogenen Chor mit einem runden Schluss besitzt ein Tonnengewölbe mit Stichkappen, eine Pilastergliederung, Rundbogenfenster und einen rundbogigen Triumphbogen. Der Turm mit rundbogigen Schallfenstern und einem Spitzgiebelhelm steht im Norden am mittleren Langhausjoch. Das Westportal hat seitlich Pilaster und ein Vordach. Die Rokokostukkaturen im Langhausgewölbe, am Triumphbogen und über den Fenstern stammen aus der Bauzeit. Die neobarocke Ornamentmalerei im Chor stammt aus dem Jahr 1886. Die barocken Bilder in Stuckmedaillons mit der Darstellung der Namensgebung, Predigt und Enthauptung des Johannes des Täufers malte um 1778 Philipp Jakob Greil.

## Ausstattung
Der barocke Hochaltar um 1778 mit den Statuen der Heiligen Elisabeth, Antonius, im Auszug Maria Immaculata, zeigt das Altarbild Johannes der Täufer von Alois Grissemann aus 1839. Der linke Seitenaltar zeigt das Bild Tod des hl. Martin, der rechte Seitenaltar die Heiligen Nikolaus von Tolentino, Brigida, Eligius vor Mariahilf, beides aus 1839.
Die Orgel von Johann Caspar Humpel aus dem Anfang des 18. Jahrhunderts mit bemalten Flügeltüren mit David und Cäcila wurde 1805 angekauft, das Werk wurde im 19. Jahrhundert durch Andreas Mauracher und Josef Sies geändert.